# Рим (провінція)
Провінція Рим (італ. Provincia di Roma) — колишня провінція Італії, у регіоні Лаціо. З 1 січня 2015 року була замінена метрополійним містом Рим-Столиця.
Площа провінції — 5 352 км², населення — 4 256 890 осіб.
Столицею провінції було місто Рим.

## Географія
Провінція межувала на півночі з провінцією Вітербо, на північному сході з провінцією Рієті, на сході з провінцією Л'Аквіла і провінцією Фрозіноне, на південному сході з провінцією Латіна, на заході і на півдні з Тірренським морем.

## Муніципалітети
- Агоста
- Аллум'єре
- Альбано-Лаціале
- Ангуїллара-Сабація
- Антіколі-КоррадоАнціо
- Ардеа
- Аричча
- Арсолі
- Артена
- Арчинаццо-Романо
- Аффіле
- Беллегра
- Браччано
- Валлеп'єтра
- Валлінфреда
- Вальмонтоне
- Веллетрі
- Віваро-Романо
- Віковаро
- Гавіньяно
- Галлікано-нель-Лаціо
- Горга
- Гроттаферрата
- Гуідонія-Монтечеліо
- Дженаццано
- Дженцано-ді-Рома
- ДжераноЄнне
- Каве
- Казапе
- Камерата-Нуова
- Кампаньяно-ді-Рома
- Канале-Монтерано
- Кантерано
- Капена
- Капраніка-Пренестіна
- Карпінето-Романо
- Кастель-Гандольфо
- Кастель-Мадама
- Кастельнуово-ді-Порто
- Кастель-Сан-П'єтро-Романо
- Коллеферро
- Колонна
- Лабіко
- Ладісполі
- Ланувіо
- Ларіано
- Ліченца
- Мальяно-Романо
- Мандела
- Манціана
- Марано-Екуо
- Марино
- Марчелліна
- Маццано-Романо
- Ментана
- Монте-Компатрі
- Монтеланіко
- Монтелібретті
- Монте-Порціо-Катоне
- Монтеротондо
- Монтефлавіо
- Монторіо-Романо
- Мориконе
- Морлупо
- Наццано
- Немі
- Нерола
- Неттуно
- Олевано-Романо
- Палестрина
- Паломбара-Сабіна
- Перчиле
- Пізоніано
- Полі
- Помеція
- Понцано-Романо
- Рим
- Риньяно-Фламініо
- Ріано
- Ріофреддо
- Ров'яно
- Роккаджовіне
- Рокка-ді-Каве
- Рокка-ді-Папа
- Рокка-Кантерано
- Рокка-Пріора
- Рокка-Санто-Стефано
- Рояте
- Сакрофано
- Самбучі
- Сан-Віто-Романо
- Сан-Грегоріо-да-Сассола
- Сан-Поло-дей-Кавальєрі
- Санта-Маринелла
- Сант'Анджело-Романо
- Сант'Оресте
- Сан-Чезарео
- Сарачинеско
- Сеньї
- Суб'яко
- Тіволі
- Тольфа
- Торрита-Тіберина
- Тревіньяно-Романо
- Філаччано
- Фіумічіно
- Фонте-Нуова
- Формелло
- Фраскаті
- Фьяно-Романо
- Цагароло
- Червара-ді-Рома
- Черветері
- Черрето-Лаціале
- Чивітавекк'я
- Чивітелла-Сан-Паоло
- Чинето-Романо
- Чичиліано
- Чіампіно